# موسی مهام
موسی مهام (۱۲۷۷–۱۳۵۲) شهردار مشهد، شهردار تهران و استاندار آذربایجان شرقی بود.
پدرش مهام‌الدوله مترجم سفارت اتریش بود. خودش نیز دوره مدرسه حقوق را گذراند و به استخدام عدلیه درآمد. پس از ده سال تصدی مشاغل قضائی که مهمترینش مدعی‌العمومی (دادستانی) اصفهان بود، به وزارت پست و تلگراف منتقل مدیر کل این وزارتخانه شد. در فروردین ۱۳۱۲ فرج‌الله بهرامی وزیر پست و تلگراف او را معاون خود کرد.
مهام در دی ۱۳۱۲ شهردار مشهد شد. جشن هزاره فردوسی، سال بعد در دوران شهرداری او برپا شد و در زیباسازی و نظافت شهر زحمات زیادی کشید. پس از برپایی جشن، کنار رفت. در سال ۱۳۳۶ در دوران نخست‌وزیری دکتر اقبال به استانداری آذربایجان شرقی و سال بعد به شهرداری تهران منصوب شد. شماری از میدان‌ها و آب‌نماهای مهم پایتخت در دوران او ساخته شد؛ از جمله میدان ولیعهد (ولی‌عصر کنونی) و بولوار آب کرج که با آوردن آب رود کرج به تهران ساخت و بولوار ملکه الیزابت و بعد از انقلاب، بولوار کشاورز نام گرفت، همچنین میدان اسب جلالیه که چندی بعد پارک فرح (لاله کنونی) بر جای آن ساخته شد). او همچنین۷ مجسمه در ۷ میدان تهران ازجمله مجسمه فردوسی را تعویض کرد و مجسمه کنونی میدان فردوسی که اثر ابوالحسن صدیقی است به سفارش او ساخته و نصب شد.
مهام در سال ۱۳۴۱ در زمان نخست‌وزیری دکتر امینی از رجالی بود که با پیگرد قضائی در دیوان کیفر روبرو شدند. برای مهام قرار وثیقه بی‌سابقه ۶۱ میلیون تومانی صادر شد. او مدتی به زندان رفت و سپس آزاد شد.